# AS 낭시
AS 낭시-로렌(Association Sportive Nancy-Lorraine)은 프랑스 로렌 지방 낭시에 위치한 스타드 마르셀 피코 경기장을 근거로 하는 축구 클럽이다. 1910년 창단되었다.

## 역대 성적
- 리그 1
  - 최고성적 4위: 1977
- 리그 2 우승 5회
  - 우승: 1975, 1990, 1998, 2005, 2016
  - 준우승: 1970
- 쿠페 드 프랑스 우승 1회
  - 우승: 1978
- 쿠페 드 라 리그 우승 1회
  - 우승: 2006
- 쿠페 강바르델라
  - 준우승: 1974, 1982
- UEFA컵
  - 16강: 2007
- UEFA 컵 위너스 컵
  - 8강: 1979

## 선수 명단

### 현역
참고: FIFA 자격 규정에 따라 소속된 국가대표팀 국기를 표시합니다. 선수는 복수의 FIFA 비회원국 국적을 가지고 있을 수 있습니다.
| 번호 | 포지션 | 국적   | 이름            |
| ---- | ------ | ------ | --------------- |
| 29   | MF     | 모로코 | 아민 목타리     |
| 40   | GK     | 모로코 | 야니스 코우이니 |

| 번호 | 포지션 | 국적 | 이름 |
| ---- | ------ | ---- | ---- |

## 역대 감독
| 감독          | 임기        |
| ------------- | ----------- |
| 아르센 벵거   | 1984 ~ 1987 |
| 라슬로 뵐뢰니 | 1994 ~ 2000 |
| 알랭 페랭     | 2018 ~ 2019 |